# Esther de Cáceres
María Esther Correch de Cáceres (Montevideo, 4 de setiembre de 1903 - Rianjo, 3 de febrero de 1971) fue una escritora uruguaya reconocida mayormente como por sus poemas, ensayos, críticas literarias y conferencias. Fue también doctora en Medicina y profesora de Literatura.
Al casarse adoptó el apellido de su marido, el Dr. Alfredo Cáceres. Juntos apoyaron e impulsaron la carrera de artistas y escritores. Su casa fue frecuente punto de encuentro donde se realizaban reuniones y tertulias a las que asistían destacados artistas, escritores e intelectuales de la época. 
Ejerció la medicina al mismo tiempo que desarrollaba su carrera literaria y docente, así como una intensa actividad en promulgación de principios sociales, políticos y religiosos. En su juventud adhirió al socialismo y luego al humanismo cristiano de Jacques Maritain.

## Biografía
María Esther Correch fue hija natural dentro de una familia montevideana de clase media acomodada, por lo que gozó de ventajas culturales y desde niña tuvo que luchar contra los prejuicios de la época. Fue criada en casa de su abuelo, un orfebre que le inculcó la disciplina del trabajo y la aproximó a la sensibilidad del arte y las letras. Su tío, el Dr. Luis Correch, la apoyó para que continuara los estudios e ingresara a la universidad.
Estudió en la Universidad de Mujeres de Montevideo, donde fue alumna de María Eugenia Vaz Ferreira, a quien admiraba profundamente y quien fue una fuerte influencia para ella.
Durante su época de estudiante conoció al Dr. Alfredo Cáceres, un médico siquiatra, hermano mayor de un compañero de estudios, con quien contrajo matrimonio poco después de graduarse.
Se graduó en la Facultad de Medicina en noviembre de 1929 —la única mujer en su generación— y comenzó su labor como médica inspectora del Asilo Dámaso Larrañaga.
El mismo año publicó su primer libro de poesía, Las ínsulas extrañas.

“En los veinte breves poemas que, en 1929, ha publicado la señora Esther de Cáceres, bajo el título “Las Insulas Extrañas”, se comulga con un alma ardiente y delicada, ungida de piedad y melancolía, que tiende a apartarse del ruido mundano y de la fiesta sensual, para ir por los caminos solitarios en busca de su dios...“.
Alberto Zum Felde, 1930.

En los años siguientes continuó con su labor literaria y ejerció la medicina en el Hospital Maciel y en la Intendencia de Montevideo.

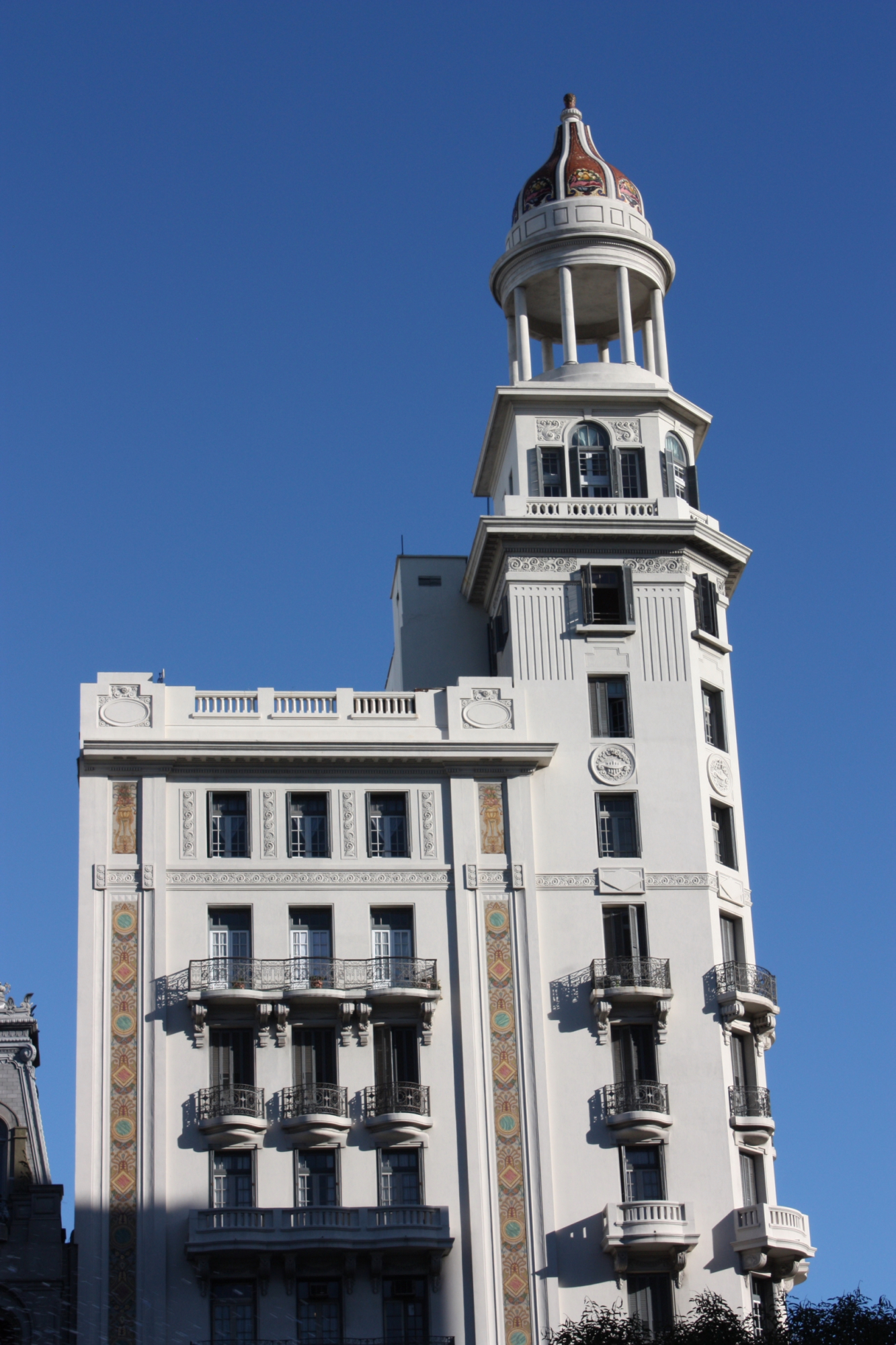
Edificio Rex frente a la Plaza Fabini en Montevideo, en cuyo último piso vivieron los Cáceres

En 1938 el matrimonio Cáceres se mudó al último piso del edificio Rex, en el Centro de Montevideo, donde su hogar fue punto de encuentro para escritores, artistas e intelectuales. Eran frecuentes las tertulias en las que participaban Paco Espínola, Adolfo Pastor, Carmelo de Arzadun, Amalia Nieto y Felisberto Hernández, entre otros. Debatían temas de vanguardia, arte, literatura, filosofía, política y religión. En su círculo de amistades confluyeron personalidades como Rafael Dieste, Carlos Vaz Ferreira, Jules Supervielle, Susana Soca, Juan Parra del Riego, Giselda Zani, Enrique Casaravilla Lemos y Joaquín Torres García. Tuvo gran amistad con Juana de Ibarbourou, a quien en 1956, frente a una aguda crisis de salud, recomendó la atención médica de su cuñado, el Dr. Gonzalo Cáceres, quien sería fundamental en su recuperación.
Esther divulgó ampliamente los planteos estéticos de su amigo Joaquín Torres García en ensayos y conferencias, fue miembro fundacional y directora del Taller Torres García e integró varios círculos culturales montevideanos, como la Asociación de Amigos de León Bloy y el Centro Jacques Maritain.

“Esther de Cáceres perteneció a la generación modulada por amigos y discípulos de Eduardo Dieste y el grupo Teseo creado hacia 1924 y mantenido incluso como una curiosa vinculación en nuestra historia, entre poesía y arte, teatro y pintura, en búsqueda de un horizonte estético mayor que englobara todas las manifestaciones del espíritu“.
Jorge Ruffinelli

Dio numerosas conferencias sobre literatura, filosofía, arte y religión. Ocupó la Cátedra de Estética y Composición Literaria en la Facultad de Humanidades. Fue profesora de Literatura en Secundaria y en el Instituto Normal, sin abandonar su carrera médica ni su labor literaria. De 1945 a 1948 estudió en La Sorbona. También fue agregada cultural de la Embajada de Uruguay en Washington, y desde 1961 integró la Academia Nacional de Letras, organismo al que representó en varios congresos internacionales.
La religiosidad y la búsqueda espiritual estuvieron siempre presente en su vida y en su poesía. Si bien durante su juventud su pensamiento era próximo al anarquismo y tuvo participación en el Partido Socialista, al conocer el humanismo cristiano de Jacques Maritain encontró el sentido que unía su fe religiosa, su filosofía y sus ideas políticas. Conoció a Maritain en Francia, divulgó intensamente sus ideas en Uruguay y comenzó la militancia en la Unión Cívica, partido antecesor del Demócrata Cristiano.
El catolicismo que practicaba era "de acento intelectual, libre de beatería”, al decir de Carlos Real de Azúa. La difusión de la doctrina maritanista que realizó Esther de Cáceres acercó a toda una generación de intelectuales uruguayos que encontraron en su filosofía política de inspiración cristiana el nexo entre fe, ciencia, filosofía, política y arte. Una ideología afín a la búsqueda de un soporte espiritual para la intelectualidad de la época.

“Mi poesía debe lo mejor de sí a los ejemplos de mis más amados creadores y de mis más escuchados músicos. Bach, Beethoven... los cantos gregorianos. Y mi ideología con respecto a lo filosófico, lo social y lo político, es absolutamente fiel a la doctrina maritanista“.
Esther de Cáceres

En enero de 1971 viajó a Nueva York con una muestra retrospectiva de Torres García para el Museo Guggenheim. De allí se dirigió a Galicia, a visitar a su amigo Rafael Dieste, en cuya casa falleció el 3 de febrero del mismo año. Su cuerpo fue repatriado a Uruguay y sepultado en el cementerio de Maldonado.

## Poesía
Su poesía, cargada de simbolismo, parte siempre de lo sensorial y emotivo, de los goces y dolores de la vida, con una mística devoción religiosa. La complejidad intelectual de Esther de Cáceres y sus ideales políticos y religiosos, sumados a su sutileza emocional, se traduce en las palabras sencillas y claras de sus versos en las que somete las experiencias de vida a la dimensión de lo trascendente.

“...equivale a decir que esta poesía huye de la vida, y que alcanza las emociones y las cosas vividas, en su repercusión más pura, cuando ya han llegado, de transformación en transformación, a unirse con lo central del alma“.
Esther de Cáceres

Luis Cluzeau Mortet musicalizó los poemas de Cruz y Éxtasis de Pasión, que fueron grabados en 1939 con la voz del barítono Juan Carlos Gebelin e Iris Maidana en piano.

## Premios
- 1933, 1934 y 1941: Premio Nacional de Literatura de Uruguay
- 1946: Medalla de Oro de Remuneración Artística, al conjunto de su producción. Ministerio de Instrucción Pública del Uruguay.[11]

## Obra poética
- "Las ínsulas extrañas" La Brasa, Santiago del Estero, Argentina, 1929.
- "Canción de Esther de Cáceres" Alfar, Montevideo, 1931.
- "Libro de la soledad" Alfar, Montevideo, 1933.
- "Los cielos" Alfar, Montevideo, 1935.
- "Cruz y éxtasis de la pasión" Recados de Fábula, La Plata, 1937.
- "El alma y el ángel" Reuniones de Estudio, Montevideo ,1937.
- "Espejo sin muerte" Reuniones de Estudio, Montevideo ,1941.
- "Concierto de amor" Biblioteca de Cultura Uruguaya, 1944.
- "Antología" (1929 - 1945) Correo Literario, Buenos Aires, 1945.
- "Mar en el mar" Reuniones de Estudio, Montevideo, 1947.
- "Concierto de amor y otros poemas", con prólogo de Gabriela Mistral. Losada, Buenos Aires, 1951.
- "Paso en la noche" Losada, Buenos Aires, 1957.
- "Los cantos del destierro" Losada, Buenos Aires, 1963.
- "Tiempo y abismo" Ediciones Río de la Plata, Montevideo, 1965.
- "Canto desierto" Ediciones de Teseo, Montevideo

## Ensayos y artículos
Escribió ensayos y publicó numerosos artículos sobre diferentes temas en diarios y revistas, entre ellos:
- “En el crepúsculo me voy encontrando”, Revista Cartel. Montevideo, 1930.
- “Carlos Vaz Ferreira y la cultura uruguaya”, Cátedra de “Historia de la Cultura Uruguaya”, Instituto de Estudios Superiores de Montevideo, 1943.
- “Meditación sobre Santiago de Compostela”, Boletín de la Asociación de Exalumnas del Liceo Santo Domingo, N.º 14. Montevideo, 1949.
- “La flor del ceibo”, Almanaque del Banco de Seguros del Estado, Montevideo, 1952.[18]
- “Canto del Espíritu Santo”, El Bien Público. Montevideo, 7 de agosto de 1953.
- "Nota a La invención de Morel", Entregas de la Licorne, 2ª época, Año I, N.º 2, Montevideo, noviembre 1953.
- “María Eugenia Vaz Ferreira y la experiencia poética”, Entregas de la Licorne, 2ª época, Año II, N.º 3, Montevideo, mayo 1954.[19]
- "Adiós a Eduardo Dieste", Entregas de la Licorne, 2ª época, Año II, N.º 4, Montevideo, agosto 1954.[20]
- "Lección del poeta Jules Supervielle", Entregas de la Licorne, 2ª época, Año IV, N.º 7, Montevideo, 1956.[21]
- “Lección de Jacques Maritain”, El Ciudadano, Año I, N.º 6, Montevideo, 5 de octubre de 1956.[22]
- “Presencia viva de Carlos Vaz Ferreira”, El Plata, Montevideo, 3 de enero de 1957.[23]
- “Torres García contra la vorágine materialista de la época”, El País, Montevideo, 27 de octubre de 1957.
- “La Cultura de América y sus Fuentes”, El Plata, Montevideo, 26 de octubre de 1958.
- “La angustia en la literatura contemporánea”, Universidad de la República. Facultad de Humanidades y Ciencias, 1963.
- “Los veinte años del mural de Joaquín Torres García en el Saint Bois”, El Plata, Montevideo, 16 de septiembre de 1964.[24]
- "Evocación de Lauxar", Apartado de la Revista Nacional, Montevideo, 1965.[25]

## Prólogos
Esther de Cáceres prologó numerosos libros, entre ellos:
- Juan Parra del Riego, “Poesía - Prosa”, Biblioteca de Cultura Uruguaya. Montevideo, 1943.
- Francisco Espínola, “Milón o el ser del circo”, Impresora Uruguaya. Montevideo, 1954.
- María Eugenia Vaz Ferreira, “La isla de los cánticos”, Biblioteca Artigas. Colección de Clásicos Uruguayos, Vol. 20. Montevideo, 1956.[27]
- Eduardo Dieste, “Teseo. Los problemas del Arte”, Biblioteca Artigas. Colección de Clásicos Uruguayos, Vol.43. Montevideo, 1964.
- Susana Soca, “Introducción a la lectura de Susana Soca”, Revista Nacional N° 219. Montevideo, 1964.
- Delmira Agustini, “Antología”, Biblioteca Artigas. Colección de Clásicos Uruguayos, Vol.69. Montevideo, 1965.
- Joaquín Torres García, “La recuperación del objeto”, Biblioteca Artigas. Colección de Clásicos Uruguayos. Vol. 75. Montevideo, 1965.
- Enrique Casaravilla Lemos, “Partituras Secretas”, Biblioteca de Cultura Uruguaya. Montevideo, 1967.
- Francisco Espínola, “Raza ciega y otros cuentos”, Biblioteca Artigas. Colección de Clásicos Uruguayos. Vol. 117. Montevideo, 1967.
- Enrique Casaravilla Lemos, “Partituras Secretas”, Ministerio de Instrucción Pública. Montevideo, 1967.
- Gabriela Mistral, “Poesías completas”, Aguilar. Madrid, 1968.